# Píla (Žarnovica)
Píla (bis 1927 slowakisch „Tekovská Píla“; deutsch Paulisch oder Polisch, ungarisch Dóczyfürésze – bis 1892 Pila) ist eine Gemeinde in der Mittelslowakei mit 130 Einwohnern (Stand 31. Dezember 2024), die zum Okres Žarnovica, einem Kreis des Banskobystrický kraj, gehört.

## Geographie
Die Gemeinde befindet sich zwischen den Gebirgen Pohronský Inovec und Vtáčnik, im Tal des Baches Pílanský potok. Das Ortszentrum liegt auf einer Höhe von 384 m n.m. und ist zehn Kilometer von Žarnovica entfernt.
Nachbargemeinden sind Horná Ves und Ostrý Grúň im Norden, Župkov im Osten, Horné Hámre im Südosten, Nová Baňa und Malá Lehota im Süden sowie Veľké Pole im Westen.

## Geschichte
Der heutige Ort entstand im 15. Jahrhundert und wurde zum ersten Mal 1534 als Bolyarpecl, zwei Jahre später als Fyurez schriftlich erwähnt. Damals hatte das Dorf vier Porta und lag im Herrschaftsgebiet der Burg Revište.
1715 hatte die Ortschaft 61 Steuerpflichtige, 42 Handwerker, drei Mühlen, eine Gaststätte und Metzgerei. 1828 zählte man 209 Häuser und 1460 Einwohner, deren Haupteinnahmequellen Forst- und Landwirtschaft waren, zudem waren sie als Saisonarbeiter beschäftigt.
Bis 1918 gehörte der im Komitat Barsch liegende Ort zum Königreich Ungarn und kam danach zur Tschechoslowakei beziehungsweise heute Slowakei. Bis zum Ende des Zweiten Weltkriegs war Píla ein überwiegend deutsches Dorf, noch 1944 betrug der Bevölkerungsanteil der Deutschen 92 Prozent. Nach deren Vertreibung wurde das Dorf durch Slowaken aus den umliegenden Dörfern neu besiedelt.
Der Ortsname „Píla“ bedeutet wörtlich Säge, hier im Sinne eines Sägewerks.

## Bevölkerung
| Jahr                | 1994 | 2004     | 2014    | 2024    |
| ------------------- | ---- | -------- | ------- | ------- |
| Anzahl der Personen | 175  | 146      | 142     | 130     |
| Unterschied         |      | −16,57 % | −2,73 % | −8,45 % |

| Jahr                | 2023 | 2024    |
| ------------------- | ---- | ------- |
| Anzahl der Personen | 126  | 130     |
| Unterschied         |      | +3,17 % |

Gemäß der Volkszählung 2011 wohnten in Píla 144 Einwohner, davon 125 Slowaken und 1 Magyare. 18 Einwohner machten keine Angabe zur Ethnie.
105 Einwohner bekannten sich zur römisch-katholischen Kirche und 1 Einwohner zu den Baptisten; 1 Einwohner gab eine andere Konfession an. 17 Einwohner waren konfessionslos und bei 20 Einwohnern wurde die Konfession nicht ermittelt.

## Bauwerke und Denkmäler
- römisch-katholische Lukaskirche im Barockstil aus dem Jahr 1744
- Denkmal an den Slowakischen Nationalaufstand